# Alliance démocrate (Ukraine)
L'Alliance démocrate (en ukrainien, Демократичний альянс) est un parti politique ukrainien, fondé en septembre 2011, sur une plate-forme anti-corruption. Pour les élections législatives de 2014, il est allié avec Position citoyenne.